# Женская сборная Филиппин по волейболу
Женская национальная сборная Филиппин по волейболу (англ. Philippines women's national volleyball team, таг. Pambansang koponan volleyball Pilipinas pambabae) — представляет Филиппины на международных волейбольных соревнованиях. Управляющей организацией выступает Филиппинская национальная федерация волейбола.

## История
Филиппины стали одними из пионеров (наряду с Японией и Китаем) в развитии волейбола на азиатском континенте. Ещё в 1910 году представитель YMCA Э.Браун познакомил филиппинцев с новой игрой, которая быстро распространилась на островах архипелага. В 1913 году в столице Филиппин Маниле прошли первые Дальневосточные игры, в программу которых был включён мужской волейбол и победителем турнира стала сборная хозяев. В 1951 году сразу три азиатские страны — Филиппины, Япония и Индия — присоединились к Международной федерации волейбола (ФИВБ), став одними из первых членов этой организации в Азии (ранее в 1949 году в ФИВБ вступил Ливан, а также Турция, позже вошедшая в европейские волейбольные структуры).
В 1961 Любительская ассоциация волейбола Филиппин получила независимость путём выхода из Федерации лёгкой атлетики страны. В 2006 ассоциация переименована в Федерацию волейбола Филиппин, на базе которой в 2015 создана организация Larong Volleyball sa Pilipinas (в переводе с тагальского — Волейбольная игра на Филиппинах).
В 1962 году в столице Индонезии Джакарте проходили IV Азиатские игры, в программу которых был впервые включён женский волейбол. На этом турнире дебютировала и женская сборная Филиппин, ставшая в итоге 4-й. Её опередили лишь безусловные лидеры азиатского волейбола тех лет — команды Японии и Южной Кореи, а также сборная хозяев соревнований. На двух последующих Азиадах филиппинки также были среди участниц, но до медалей не добрались.
В 1973 году столица страны Манила приняла азиатский квалификационный турнир чемпионата мира и сборная Филиппин, войдя в тройку лучших, выиграла путёвку на мировое первенство. На самом же чемпионате мира, прошедшем в 1974 году в Мексике, филиппинская команда выступила скромно, одержав лишь две победы и потерпев 9 поражений. Итогом стало 18-е место из 23 команд-участниц. В дальнейшем сборная Филиппин четырежды пыталась преодолеть отбор на чемпионаты мира, но безуспешно.
На континентальных первенствах национальная команда Филиппин выступала нерегулярно и без особого успеха. Лучше складывались дела у женской сборной Филиппин в волейбольных турнирах в Играх Юго-Восточной Азии, в которых филиппинки 6 раз занимали первые места и ещё 8 раз выигрывали серебряные и бронзовые медали. Правда последний раз в число призёров филиппинская сборная попала лишь в 2005 году, а из 6 последних Игр участвовала лишь в двух — в 2015 и 2017. 

## Результаты выступлений и составы

### Олимпийские игры
Сборная Филиппин приняла участие в квалификации одного Олимпийского волейбольного турнира.
- 1964 — не квалифицировалась

### Чемпионаты мира
- 1974 — 18-е место
- 1994 — не квалифицировалась
- 1998 — не квалифицировалась
- 2006 — не квалифицировалась
- 2014 — не квалифицировалась
- 2018 — не участвовала
- 2022 — не квалифицировалась
- 2025 — не квалифицировалась

### Кубок претендентов ФИВБ
- 2024 — 5—8-е место

### Чемпионат Азии
| - 1975 — не участвовала - 1979 — не участвовала - 1983 — 5-е место - 1987 — не участвовала - 1989 — не участвовала - 1991 — 13-е место - 1993 — 13-е место - 1995 — 8-е место - 1997 — 8-е место - 1999 — не участвовала - 2001 — не участвовала | - 2003 — 8-е место - 2005 — 9-е место - 2007 — не участвовала - 2009 — не участвовала - 2011 — не участвовала - 2013 — 12-е место - 2015 — 12-е место - 2017 — 8-е место - 2019 — отказ от участия - 2023 — 13-е место |

- 2013: Айза Понтильяс, Мария Ангели Табакеро, Ангелик Дионела, Мэй Дженнифер Макатуно, Веннет Эулалио, Паулина Сориано, Аналин Джой Бенито, Лизли Энн Пантоне, Хони Ройз Тубино, Даника Гендраули, Ферина Рели, Мишель Датуин. Тренер — Эрнесто Памилар.
- 2015: Ангелик Дионела, Кармина Аганон, Мелисса Гоинг, Жанетт Панага, Мишель Гумабао, Ирис Толенада, Лурдес Клементе, Ким Кианна Ди, Абагэл Праса, Иви Жизель Перес, Мила Пабло, Франсес Молина. Тренер — Синфронио Акайлар.
- 2017: Ри Димакуланган, Алиса Вальдес, Алия Сантьяго, Мика Рейес, Джовлин Гонзага, Франсис Молина, Айза Майсо-Понтильяс, Ким Фахардо, Майка-Анхела Ортис, Ким-Кианна Дай, Женевьев Касугод, Деннис Ласаро, Доун-Николь Макандили, Абигаль Мараньо. Тренер — Франсис Висенте.

### Азиатские игры
Сборная Филиппин участвовала в пяти Азиатских играх.
- 1962 — 4-е место
- 1966 — 4-е место
- 1970 — 6-е место
- 1982 — 5-е место
- 2018 — 8-е место

### Кубок Азии
Сборная Филиппин участвовала в двух розыгрышах Кубка Азии.
- 2018 — 9-е место
- 2022 — 6-е место

### Игры Юго-Восточной Азии
- 1-е место — 1977, 1979, 1981, 1985, 1987, 1993.
- 2-е место — 1983, 1995, 1997.
- 3-е место — 1991, 2001, 2003, 2005.
- 4-е место — 1989, 2011, 2013, 2017, 2019, 2022, 2023.
- 5-е место — 2015.

### Азиатский Кубок вызова
- 2023 — 7-е место
- 2024 —  3-е место

### Лига Юго-Восточной Азии
- 2019 —  3-е место
- 2022 — 4-е место
- 2023 — 4-е место
- 2024 —  3-е место

## Состав
Сборная Филиппин в соревнованиях 2024 года (Азиатский Кубок вызова, Кубок претендентов ФИВБ, Лига Юго-Восточной Азии)
| №  | Имя, фамилия              | Год рождения | Рост | Амплуа      | Клуб                                 |
| -- | ------------------------- | ------------ | ---- | ----------- | ------------------------------------ |
| 1  | Файт Джанин Нисперос      | 2000         | 176  | нападающая  | «Акари Пауэр Чарджерс» Манила        |
| 2  | Мереоф Шарма              | 2001         | 179  | центральная | «Акари Пауэр Чарджерс» Манила        |
| 3  | Ванесса Гандлер           | 2000         | 175  | нападающая  | «Сигнал Спайкерс» Манила             |
| 4  | Микаэла Белен             | 2002         | 172  | нападающая  | «НУ Леди Бульдогз» Манила            |
| 5  | Доун Катиндиг (Макандили) | 1996         | 153  | либеро      | «НУ Леди Бульдогз» Манила            |
| 6  | Джулия Коронель           | 2001         | 171  | связующая   | «Галерис Тауэр Хайриверс» Манила     |
| 8  | Эджия Лауре               | 1999         | 177  | нападающая  | «Чери Тигго Про Кроссоверс» Манила   |
| 9  | Дженнифер Ньерва          | 1999         | 164  | либеро      | «Чери Тигго Про Кроссоверс» Манила   |
| 11 | Джулия Мелисса де Гусман  | 1995         | 170  | связующая   | «Дэнсо Эйрибис» Нисио                |
| 12 | Энджел Канино             | 2003         | 180  | нападающая  | «Леди Спайкерс» Манила               |
| 12 | Алиса Соломон             | 2001         | 186  | нападающая  | «НУ Леди Бульдогз» Манила            |
| 13 | Дэль Паломата             | 1994         | 180  | центральная | «ПЛДТ Хай Спид Хиттерс» Манила       |
| 16 | Ара Элла Паник            | 2004         | 180  | нападающая  | «НУ Леди Бульдогз» Манила            |
| 17 | Теа Эллисон Гагате        | 2000         | 189  | центральная | «Зус Коффи Тандербеллес» Манила      |
| 18 | Черри Рондина             | 1996         | 175  | нападающая  | «Чоко Мучо Флаинг Титанс» Кесон-Сити |
| 22 | Черри-Роз Нунаг           | 1992         | 180  | центральная | «Чоко Мучо Флаинг Титанс» Кесон-Сити |
| 23 | Джессика Галанса          | 1996         | 170  | нападающая  | «Кримлайн Кул Смэшерс» Пасиг         |

- Главный тренер —  Жоржи Эдсон де Брито.
- Тренеры — Эдуардо Ортега, Ронвальд Димакуланган.